# Craig Rodman
Craig R. Rodman (ur. 4 października 1972 w Salt Lake City) – amerykański narciarz, specjalista narciarstwa dowolnego. Zajął 64. miejsce w jeździe po muldach podczas mistrzostw w Altenmarkt. Jego najlepszym wynikiem olimpijskim jest 13. miejsce w tej samej konkurencji na igrzyskach olimpijskich w Albertville. Najlepsze wyniki w Pucharze Świata osiągnął w sezonie 1992/1993, kiedy to zajął 42. miejsce w klasyfikacji generalnej.
W 1997 r. zakończył karierę.

## Sukcesy

### Igrzyska olimpijskie
| Miejsce | Dzień     | Rok  | Miejscowość | Konkurencja      | Zwycięzca         |
| ------- | --------- | ---- | ----------- | ---------------- | ----------------- |
| 13.     | 13 lutego | 1992 | Albertville | Jazda po muldach | Edgar Grospiron   |
| 18.     | 16 lutego | 1994 | Lillehammer | Jazda po muldach | Jean-Luc Brassard |

### Mistrzostwa Świata
| Miejsce | Dzień    | Rok  | Miejscowość | Konkurencja      | Zwycięzca         |
| ------- | -------- | ---- | ----------- | ---------------- | ----------------- |
| 64.     | 13 marca | 1993 | Altenmarkt  | Jazda po muldach | Jean-Luc Brassard |

### Puchar Świata

#### Miejsca w klasyfikacji generalnej
- 1991/1992 – 44.
- 1992/1993 – 42.
- 1993/1994 – 55.
- 1994/1995 – 64.
- 1995/1996 – 81.
- 1996/1997 – 92.

#### Miejsca na podium
1. La Plagne – 21 grudnia 1993 (Jazda po muldach) – 3. miejsce
2. Breckenridge – 19 stycznia 1996 (Jazda po muldach) – 2. miejsce

- W sumie 1 drugie i 1 trzecie miejsce.